# Malms hval
Malms hval (Malmska hvalen på svensk) er verdens eneste udstoppede blåhval og siden 1918 udstillet på Göteborgs naturhistoriska museum.

## Historie
Malms hval er en ung blåhvalhan (knap halvvoksen), som strandede i Askimsviken, ved Näset sydvest for Göteborg den 29. oktober 1865. Hvalen, der var over 16,41 meter lang og vejede 25 tons, blev fundet kl. 9 om morgenen af de to fiskere Carl Hansson og Olof Larsson fra Backa i det daværende Västra Frölunda sogn. De tog til Näset, hentede deres båd og roede ud til hvalen. Der stak de hvalen i det ene øje med en kniv, fastgjort til en spreder, så blodet styrtede ud. Hvalens forsøg på at slippe fri fortsatte, selvom mændene sårede hvalen yderligere med økser. De vendte tilbage mandag morgen med en le, som de stak i hvalens mave og nakke. Efter et massivt blodtab døde hvalen klokken 15 samme dag. Folk var nu strømmet til fra både Askim og Gøteborg, for at se det mærkelige dyr. Den 31. oktober lavede August Wilhelm Malm, der var konservator ved Göteborgs Museums zoologiske afdeling, en første opmåling af hvalen. Kun ryggen stak op, cirka en fod over vandoverfladen. Til nærmere undersøgelse blev der taget prøver af blod-, hud- og muskelfibre 
Direktør James Dickson købte hvalen den 1. november for 1.500 svenske riksdaler  og donerede det til Göteborg Museum (East India House), hvor Malm tog sig af den. Først troede man, at det var en helt ny hvalart, der var blevet fundet, og Malm opkaldte den efter sin kone Carolina og gav den navnet Balaenoptera carolinae. Men hurtigt forstod man, at det var en ung blåhval.

### Transporten til Gøteborg
Torsdag den 2. november 1865 forsøgte man forgæves at få hvalen fri ved hjælp af et damplokomotiv fra Lindholmens Mekaniska Verkstad. Ved hjælp af pramme blev der så sendt to dampbåde til stedet, og om aftenen lykkedes det at få hvalen af grund. Man anvendte en hejseanordning af træ, der var monteret på prammene, som var fastgjort med line fra land, og havde samtidig trækhjælp fra tre dampbåde. Den lave vandstand om fredagen betød dog, at hvalerne ikke kom fri. Fra Lindholmen kom en større damper, og om lørdagen var hvalen helt af grund. Herefter blev den ved 14-tiden bugseret med to pramme til Lindholmens Mekaniska Verkstads trækleje via Saltholmen i Gøteborgs skærgård. Mere end hundrede både fulgte efter.
Vel fremme kunne Malm sammen med museets konservator A J Malmgren bearbejde hvalen. I de første dage efter at hvalen var kommet til Lindholmen, tog man sig betalt af tilskuerne, hvilket indbragte 1.700 svenske riksdaler fra de omkring 7.000 besøgende. Under udstillingsperioden i Gøteborg blev hvalen besøgt af anslået 20.000 mennesker.
Malm bød også på "hvalmorgenmad", da der blev serveret hvalkød stegt over en glødende trækul. Udover Malm deltog Viktor Rydberg, Aron Jonason og en anden person.

### Arbejdet med kroppen
Hvalskindet blev fjernet fra hoved til hale og bragt til museet. Skelettet blev behandlet, og de indre dele af hvalen blev undersøgt. Hvalen indeholdt 3.400 kilo spæk. Der blev bestilt alkohol for 1.000 svenske riksdaler for at kunne bevare hjerte, lunger og andre indre organer. Efter at liget var blevet flået, blev det parteret af "nogle kraftige slagterdrenge". Der blev bygget et træstillads i tre dele, der samlet svarede til hvalens form, og som skindet blev nittet fast på. Man startede midt på bugen, men det viste sig, at huden ikke nåede hele vejen rundt om hvalens træskelettet. På den ene side kom finnen for højt op og på den anden side endte den for lavt. Malm blev fortvivlet, men Malmgren, der udover at være konservator på museet (1860-1903) også var gammel sømand, gjorde så et forsøg på at udvide huden. Han fæstede skindet på begge sider af hvalen, og begyndte nu ved midterlinjen på ryggen, men der var stadig en 65 centimeter bred og 5 meter lang sprække forneden, som ikke kunne lukkes. Men fordi åbningen var symmetrisk, kunne hullet lukkes med gulvbrædder. En løsning, der er svær at opdage, selv i dag
Inde i hvalen blev en lille salon dekoreret med bænke og håndtrykte gobeliner. Indgangen til salonen var gennem hullet i hvalens gab, som var blevet udstyret med en hængselkonstruktion. Hvalen plejede at blive præsenteret som "det eneste pattedyr i verden med en bevægelig overkæbe", og fra begyndelsen var den indrettet, så overkæben kunne hæves. På den måde kunne man besøge hvalernes indre, hvor væggene var prydet med et blåt tapet med guldstjerner. Nogle kilder oplyser, at hvalens indre på et tidspunkt også skal have fungeret som en lille café, hvor der blandt andet blev serveret kaffe og punch, men der er ingen sikre kilder til at dokumentere det.
I marts 1866 blev hvalen færdigkonserveret. I alt kostede det 15.000 svenske riksdaler at gøre dyret i stand, penge som en række kendte familier i Gøteborg bidrog med.

### Udstillinger
I sydfløjen af det dengang nybyggede ”Told- og Pakhus” blev Malms hval vist for første gang i begyndelsen af maj 1866, men, som det stod i en meddelelse, "Den mekanisme, som har til hensigt at bevirke åbning og lukning af gabet, er endnu ikke færdig." Men tilstrømningen af interesserede var stadig enorm. Der blev noteret 600 besøgende den første dag, en søndag, til trods for at entréen var 1 svensk riksdaler for voksne og halvdelen for børn under 12 år. Afgiften blev efter 14 dage sat ned til det halve.
Derefter rejste man rundt med hvalen til blandt andet ”1866 års allmänna industriutställning i Stockholm”, der i sommeren 1866 i Kungsträdgården, Stockholm, var Sveriges første internationale kunst- og industriudstilling efter europæiskt mønster, og hvor der blev noteret 36.482 besøgende frem til 14. august 1866. Lokalet bestod af ”et specialbygget træhus ved siden af til Wahrendorfsgatan, meget tæt på Carl XIII:s torg". Der var også tre malerier i lokalet, der viste, hvordan hvalen var blevet fanget og ført til Gøteborg og "… står i de fire nordiske landes farver, med navneskjolde, hvor de vigtigste hvalforskere er anført, og med hr. Malms egne vellykkede fotografiske portrætter, der viser hvorledes hvalpræparaterne tilhørende Göteborg Museum er udstillet i glas og spiritus, og ved siden af den i et hvalskind indbyggede hval strækker sig skelettet, der også tilhører Göteborg Museum."
Derudover blev også Hamborg og Berlin besøgt i Tyskland for at fremvise verdens eneste udstoppede blåhval. For at muliggøre transport af hvalen blev den bevaret. I Berlin gik Malms projekt konkurs, og han måtte straks tage hjem til Sverige. Den oprindelige donor James Dickson var dog i stand til at redde projektet ved at genkøbe hvalen.
Til jubilæumsudstillingen i Gøteborg den 9. juli 1923 blev Naturhistorisk Museum bygget i Slottsskogen, hvor Malms Hval fik sin egen store specialbyggede hal. Transporten af hvalen (i tre sektioner) fra Ostindiska Huset til Slottsskogen fandt sted den 1. november 1918.
Efter at hvalen havde været åben i mange år, blev munden lukket, da det blev et tilholdssted for elskende par, og efter at et par var blevet overrasket i en alt for intim situation.
Under den finske vinterkrig blev hvalen i 1939 gjort tilgængelige for besøgende. Entréudgiften gik ubeskåret til at hjælpe Finland.
I dag er hvalen kun åben for besøgende ved særlige lejligheder, såsom på ”valdagen”, når der er valg til Riksdagen, og ved museets julebasar.